# Азиньейра-душ-Барруш-и-Сан-Мамеде-ду-Садан
Азиньейра-душ-Барруш-и-Сан-Мамеде-ду-Садан (порт. Azinheira dos Barros e São Mamede do Sádão) — район (фрегезия) в Португалии, входит в округ Сетубал. Является составной частью муниципалитета Грандола. По старому административному делению входил в провинцию Байшу-Алентежу. Входит в экономико-статистический субрегион Алентежу-Литорал, который входит в Алентежу. Население составляет 908 человек на 2001 год. Занимает площадь 172,52 км².